# Энглтон, Джеймс Джизес
Дже́ймс Джизес Э́нглтон (англ. James Jesus Angleton, 9 декабря 1917 — 12 мая 1987) — руководитель контрразведывательной службы Центрального разведывательного управления США с 1954 по 1975 год. Ушёл в отставку в результате скандала, связанного с незаконной слежкой ЦРУ за гражданами США внутри страны.

## Ранние годы
Родился в Бойсе, Айдахо. Родители — Кармен Мерседес Морено и Джеймс Хью Энглтон — познакомились в Мексике, где отец служил кавалерийским офицером под командованием генерала Першинга. Перед первой мировой войной отец стал владельцем отделения американской корпорации NCR в Италии, и детство Джеймса Хесуса прошло в Милане. Школьное образование он получил в английском интернате Мэлверн Колледж и затем поступил в Йельский университет.
В марте 1943 он поступил на службу в Армию США, а в июле женился на Сисли д’Отремон, выпускнице Вессер-колледж. Во время войны служил в лондонском отделе контрразведки (X-2) Офиса стратегических служб, в феврале 1944 года стал главой итальянской секции в Лондоне, в ноябре был переведён в Италию в качестве командира отдела Z тайной контрразведки, занимавшегося расшифровкой немецких радиошифровок (программа Ultra). К концу войны возглавил итальянский отдел X-2.

## Карьера в ЦРУ
После окончания войны остался на работе в ОСС и его преемниках и стал одним из ключевых сотрудников, основавших современное ЦРУ. С 1949 года отвечал за связи с союзными разведывательными службами, а с 1951 года курировал отношения с израильскими спецслужбами Моссад и Шин Бет. В числе его близких контактов был работавший в Вашингтоне Ким Филби, которому предрекали пост руководителя британской Секретной разведывательной службы (MI-6), однако после того, как Гай Бёрджесс и Доналд Маклейн бежали в СССР, Филби попал под подозрение и был отозван из Вашингтона.
В 1954 году Аллен Даллес, ставший директором Центральной разведки, назначил Энглтона на пост руководителя контрразведывательной службы, который он занимал до конца своей карьеры. В его обязанности, кроме координации с разведслужбами союзников, теперь входила и внешняя разведка, а также контрразведка. Заместитель Энглтона Раймонд Рокка (Raimond Rocca) на протяжении последних 10 лет интервьюировал (допрашивал) перебежчика Орлова-Фельдбина.
Тесные связи с израильскими спецслужбами помогли собирать информацию об СССР, исходящую от репатриантов и еврейской диаспоры. Например, текст «секретного доклада» Хрущёва на XX съезде КПСС был получен от «Шабак», которая, в свою очередь, получила его от польского журналиста Виктора Граевского, еврея по происхождению.
Также Энглтон отвечал за финансирование сети профсоюзов, известной под названием «Империя Лавстоуна», которую организовал антикоммунист Джей Лавстоун.
Знакомство Энглтона с методами проникновения в разведывательные службы, почерпнутыми из его военного опыта и опыта операций ЦРУ по проникновению, а также личное знакомство с членом «Кембриджской пятёрки» Кимом Филби, оказавшимся советским агентом, заставили его постоянно исходить из предположения, что в ЦРУ также работают перебежчики и агенты недружественных разведок, и обосновали необходимость строгих проверок. Наиболее ярко это проявилось в деле перебежчиков из СССР Юрия Носенко и Анатолия Голицына.

## Голицын и Носенко
В декабре 1961 года майор КГБ Анатолий Голицын с семьёй был вывезен в США. Голицын заявил, что, по его сведениям, в ЦРУ работают советские агенты, и после этого Энглтон получил разрешение работать с Голицыным.
Голицын также обвинил в связях с КГБ премьер-министра Соединённого Королевства Гарольда Уилсона и президента Финляндии Урхо Кекконена. Раскрытые архивы КГБ показывают, что Уилсон во время пребывания в СССР делился некоторой информацией с советскими собеседниками, поэтому в КГБ ему была присвоена оперативная кличка и заведено дело, однако до его вербовки дело не дошло. Что касается связей Кекконена с КГБ, историки не пришли к однозначному мнению.
Голицын помогал идентифицировать источники возможных утечек из советского отдела ЦРУ, и в результате Энглтон заблокировал продвижение многих сотрудников, попавших под подозрения.
В 1964 году в США перебежал подполковник КГБ Юрий Носенко, который попытался дискредитировать Голицына как агента КГБ, засланного для дезинформации. Кроме того, Носенко предоставил информацию о том, что Ли Харви Освальд не был завербован КГБ, хотя и находился под постоянным наблюдением, и, таким образом, СССР не имел никакого отношения к убийству Джона Кеннеди. По сведениям Носенко, КГБ посчитал Освальда психически нестабильным, и его даже не допрашивали относительно программы полётов самолётов U2, к которой он, предположительно, имел доступ во время службы в авиации Корпуса морской пехоты.
Однако Голицын с самого начала предсказывал, что КГБ попытается его дискредитировать. Энглтон счёл утверждения Носенко подозрительными и не стал возражать, когда Носенко был подвергнут чрезвычайно строгому заключению в одиночной камере в течение трёх с половиной лет, с постоянными допросами и проверками на детекторе лжи. Отчёт комиссии Рокфеллера показывает, что решение о задержании Носенко принимали Генеральный прокурор США, руководство ФБР и отдел безопасности ЦРУ, отвечавший за работу с перебежчиками, и оно было согласовано с соответствующими комитетами Конгресса.
Тем не менее Носенко не отказался от своих показаний. В 1969 году он был освобождён и стал работать консультантом ЦРУ.
Энглтон не поверил в двойную игру Голицына, в отличие от директора ФБР Эдгара Гувера, который значительно сократил сотрудничество с ЦРУ по контрразведывательной деятельности. Убеждённый Голицыным в наличии большого количества советских агентов в ЦРУ, Энглтон выдвинул теорию о широкомасштабной операции КГБ, служащей для манипулирования деятельности ЦРУ в нужном направлении. В результате этого возникли многочисленные трения с другими отделами, операции которых Энглтон подвергал сомнению. Однако Голицын не был высокопоставленным сотрудником, перебежал относительно давно и не мог предоставить конкретных фактов для подтверждения своей теории, и к 1968 году руководство разведки и директор Хелмс перестали доверять его сведениям.
Тем не менее, руководствуясь своей теорией, Энглтон неоднократно обвинял государственных чиновников и зарубежных лидеров в сотрудничестве с КГБ. Энглтон два раза послал Королевской канадской конной полиции доклад, утверждавший, что канадский премьер-министр Лестер Пирсон и его преемник Пьер Трюдо являются советскими агентами. По подозрению Энглтона в 1964 году агенты Конной полиции и ЦРУ задержали бывшего посла в СССР Джона Уоткинса, и в результате допроса в номере гостиницы он скончался от сердечного приступа. Факт смерти во время допроса был скрыт и стал известен только в 1980 году, после журналистского расследования. Кроме Уилсона, под подозрения Энглтона попали премьер-министр Швеции Улоф Пальме, а также канцлер Германии Вилли Брандт, в числе помощников которого в 1974 года был обнаружен агент Штази Гюнтер Гийом, что привело к отставке Брандта с поста канцлера ФРГ.

## Операция Хаос
В 1969—1975 году отдел контрразведки ЦРУ провёл масштабную операцию Хаос по слежке за гражданами США, подозреваемыми в работе на иностранные государства.
Ещё с 1965 года по приказу президента Линдона Джонсона контрразведка ЦРУ наблюдала за отдельным деятелями антивоенных организаций и гражданскими активистами. С приходом президента Никсона масштаб операций был расширен, и они были объединены под началом Энглтона.
Сначала управление занималось только отслеживанием зарубежных контактов, используя зарубежные отделы ЦРУ и помощь дружественных разведок. Однако затем агенты ЦРУ перешли к внедрению агентов, слежке и вскрытию почты внутри страны. Такая деятельность была незаконной, так как ЦРУ законодательно запрещены самостоятельные операции внутри страны: ЦРУ не является правоохранительной структурой и не подконтрольно судам и министерству юстиции во главе с Генеральным прокурором.
По некоторым сведениям, было заведено от 7 до 10 тысяч досье, а также введены записи в компьютерную базу данных на 300 000 граждан и на 1000 организаций. Тем не менее, директор центральной разведки Хелмс несколько раз докладывал, что в результате программы не выявлено никаких подозрительных связей с иностранными государствами.
Программа Хаос была свёрнута в 1973 году после Уотергейтского скандала, когда бывшие сотрудники ЦРУ были пойманы в отеле Уотергейт за взломом штаба Демократической партии. Это также в результате привело к отставке президента Никсона.

## Отставка и последствия
В декабре 1974 директор центральной разведки Уильям Колби отправил Энглтона в отставку, когда президент Форд потребовал отчёта о незаконных действиях ЦРУ. Также были уволены его заместители. Достоверность сведений Голицына о тотальном проникновении в ЦРУ была поставлена под сомнение, и отдел контрразведки ЦРУ был сокращён с 300 до 80 человек.
В отчёте комиссии вице-президента Рокфеллера и сенатской комиссии Чёрча было указано, что ЦРУ, АНБ и ФБР вели незаконную слежку за гражданами США под предлогом раскрытия иностранного влияния, а ЦРУ также занималось организацией убийств зарубежных политиков, в частности, премьер-министра республики Конго Патриса Лумумбы, чилийского генерала Рене Шнайдера и кубинского лидера Фиделя Кастро. В результате распоряжением президента Форда ЦРУ было впредь запрещено организовывать убийства.
ЦРУ также провело внутреннее расследование незаконной активности, которое было собрано в докладе под кодовым именем «Фамильные бриллианты», рассекреченном в 2007 году. В числе прочих, в докладе упоминается заключение Носенко, участие Энглтона в руководстве операцией «Хаос» и других операций по слежке за гражданскими актвистами (в частности, незаконная слежка за Даниэлем Эллсбергом, опубликовавшим «Документы Пентагона»), прослушивание телефонных разговоров и перлюстрация почты граждан США, и т. п.
По результатам работы комиссий директор Центральной разведки Джордж В. Буш был вынужден признать незаконность некоторых операций ЦРУ. Был также разработан Акт о негласном наблюдении за иностранными разведками 1977 года, который чётко прописал процедуру слежки за иностранными гражданами и агентами иностранных государств, а также создал особый федеральный суд, который рассматривает дела о выдаче ордера на применение средств электронной разведки.
Методы работы Энглтона до сих пор вызывают горячие споры. По мнению некоторых исследователей, отказ от тотальной слежки привёл к провалам в работе контрразведки, в результате которых не были вовремя обнаружены советские агенты Олдрич Эймс и Роберт Ханссен, а также были допущены события 11 сентября 2001 года.
Умер в возрасте 69 лет от рака лёгких.

## В культуре
Из романа Фредерика Форсайта «Икона»:
«Одно время  Энглтон  возглавлял  разведку  в управлении; продвигаясь по службе,  он  стал легендой,  а закончил свои дни душевнобольным, параноиком. Этим  странным  человеком,  не  имевшим  ни личной жизни, ни чувства  юмора, овладело убеждение, что в Лэнгли пробрался "крот" из КГБ  под кодовым именем Саша.  В  фанатичных  поисках  этого  несуществующего предателя  он  калечил карьеру  офицерам,  одному  за  другим, пока наконец не поставил  на  колени оперативное  управление»
- 1996: роман «Икона» Фредерика Форсайта — Джеймс Энглтон упоминается в романе.
- 1986: фильм «Юрий Носенко, двойной агент» («Yuri Nosenko: Double Agent») — в роли Энглтона — Джозеф Соммер.
- 2006: фильм «Ложное искушение» (The Good Shepherd, реж. Роберт де Ниро) — Джеймс Энглтон является прототипом главного героя Эдварда Уилсона (Мэтт Деймон)
- 2007: телефильм «Контора»[англ.] (The Company) — Энглтон (Майкл Китон) пытается обнаружить советских двойных агентов в ЦРУ